# Egon Tkaczyk
Egon Łucjan Cyryl Tkaczyk (ur. 9 lipca 1886 w Linówcu, zm. 27 września 1973 w Pszczółkach koło Gdańska) – nauczyciel i działacz społeczny.

## Życiorys
Syn Jana (1858–1945) i Kornelii Kazimiery z d. Kanieckiej. Absolwent Collegium Marianum w Pelplinie, Seminarium Nauczycielskiego w Tucholi – gdzie w 1908 roku zdał maturę – oraz Wydziału Przyrodniczego Państwowego Instytutu Nauczycielskiego w Warszawie. Członek Polskiej Akademickiej Korporacji Respublica. W latach 1908–1919 pracował jako nauczyciel w Biskupicach i Unisławiu. Był współzałożycielem Towarzystwa Nauczycieli Polaków w Ziemi Chełmińskiej, a od 26 stycznia 1919 roku zastępcą sekretarza tegoż stowarzyszenia. W tym samym roku podjął pracę w progimnazjum w Nowym Mieście nad Drwęcą, sprawując zarazem od 1920 do 1921 urząd burmistrza Nowego Miasta. W 1922 roku wystartował w wyborach do Sejmu RP z listy Chrześcijańskiego Związku Jedności Narodowej. Od 1924 do 1928 uczył w Państwowym Gimnazjum Humanistycznym w Wąbrzeźnie, a następnie do 1939 w Gimnazjum Matematyczno-Przyrodniczym w Grudziądzu.
Był członkiem grudziądzkiego koła Stowarzyszenia Chrześcijańsko-Narodowego Nauczycielstwa Szkół Powszechnych i wizytatorem nauk przyrodniczych na Okręg Pomorski. Zasiadał w Trybunale Dyscyplinarnym dla nauczycieli szkół średnich i seminariów nauczycielskich. Działał w grudziądzkim oddziale Akcji Katolickiej, którego był prezesem, a także w elitarnym Stowarzyszeniu im. Piotra Skargi (od 1937 roku był wiceprezesem tegoż stowarzyszenia na diecezję chełmińską). Współpracował z Chrześcijańskim Uniwersytetem Robotniczym. W marcu 1939 roku został prezesem miejscowego oddziału Towarzystwa Czytelni Ludowych. Ponadto udzielał się w Towarzystwie Krajoznawczym i Towarzystwie Upiększania Miasta.
Lata okupacji przetrwał we wsi Dół koło Iławy. Tuż po zakończeniu wojny został pierwszym dyrektorem Prywatnego Gimnazjum i Liceum Koedukacyjnego Stolicy Biskupiej w Pelplinie, przekształconego następnie w Niższe Seminarium Duchowne. Jednocześnie uczył tam biologii i języka niemieckiego. Po przejściu na emeryturę pomagał w pracy Bibliotece Seminarium Duchownego w Pelplinie, udzielał korepetycji z języka francuskiego, niemieckiego i łaciny, a także stworzył i prowadził chór złożony z dzieci niepełnosprawnych umysłowo, będących pensjonariuszami pelplińskiego zakładu.
Opublikował liczne artykuły z zakresu historii, etnografii, nauk przyrodniczych.
Był żonaty ze Stefanią z domu Piotrzkowską, z którą miał jedną córkę Irenę.